# Nevtronska zvezda
Nevtrónska zvézda je strnjeno jedro prejšnje ogromne zvezde, ki je imela maso med 8 in 19 solarnimi masami. Imenuje se tudi degenerirana zvezda. Nevtronske zvezde so najgostejše in najmanjše zvezde (v primeru, da ne štejemo hipotetičnih "kvark zvezd" in "čudnih kvark zvezd"). Imajo premer velik približno 20 km in maso, ki je manjša od približno 2.16 solarnih mas (v redkih primerih tudi 3 ali več). Ustvarijo se od supernova eksplozije ogromne zvezde v kombinaciji z gravitacijskim sesedanjem. To "stisne" jedro prejšnje zvezde s tako silo, da se elektroni in protoni spojijo v nevtrone. Ostane nam jedro s tako veliko gostoto, da če bi vzeli čajno žličko nevtronske zvezde (1 cm3), bi ta tehtala približno milijardo ton. Nevtronske zvezde se ne sesedejo v črne luknje zaradi premajhne gostote, katera je vzrok Paulijevega izključitvenega načela, ki pravi, da dva fermiona ne moreta biti v enakem kvantnem stanju. To nam pove, da če vzamemo delec (npr. elektron) in ga damo v določen prostor, bo imel niz različnih lastnosti, če pa hočemo dodati še en elektron v ta prostor, bo moral imeti drugačno energetsko stopnjo, spin ali pa mora zavzemati drugo pozicijo v prostoru. Nevtronska zvezda je sestavljena večino iz nevtronov, je pa tudi malo protonov, elektronov in verjetno tudi iz železovih jeder. Če začnemo na površju nevtronske zvezde in gremo proti notranjosti bomo videli, da je manj in manj protonov ter elektronov in več ter več nevtronov, saj se tudi nevtroni obnašajo kot individualni fermioni, kar pomeni, da enaka načela delujejo tudi za njih. Torej, če imamo dva nevtrona in hočeta oba imeti enako kvantno stanje morata spremeniti vsaj en dejavnik (npr. na začetku spremenita spin), ampak, če še dodajamo nevtrone morajo spremeniti energijsko stopnjo oziroma pozicijo, saj je spin lahko samo v dveh smereh. Zaradi malo prostora v nevtronski zvezdi in njene gostote le-te po navadi spremenijo energetsko stopnjo. Nevtroni lahko vzdržijo ogromno sile (v tem primeru silo tlaka, ki je lahko veliko večja, kot jo najdemo kjer koli v nevtronski zvezdi), lahko pa tudi spremenijo tudi energijsko stopnjo. Izvor sile je iz notranjega tlaka nevtrona, ki nastane z močno silo.
Poleg neznanske gostote imajo nevtronske zvezde še dve posebnosti: zelo hitro se vrtijo okrog svoje osi in obdaja jih močno magnetno polje.
Mišljeno je, da se skoraj vse nevtronske zvezde vrtijo, ko pa se začnejo krčiti, se njihovo gibanje neznansko pospeši. Lahko se zavrtijo tudi več tisočkrat na sekundo. Na primer, PSRJ1748-2446ad se vrti s približno hitrostjo 252.000.000 km/h. To je 23% hitrosti svetlobe in zaradi tega ima bolj jajčasto obliko kot pa tradicionalna zvezda. Objekte s tako hitrostjo vrtenja imenujemo pulzarji, ker oddajajo močen radijski signal.
Magnetno polje je približno neznatno močnejše od Zemljinega, kar pa upogne atome, ki vstopajo v njegov vpliv.
Ima zelo tanko atmosfero vroče plazme, ki je približno 10 cm visoka.
Površina je zelo ravna, z največjimi nepravilnostmi do 5 mm. Površinska temperatura je približno milijon kelvinov.
Skorja je zelo trda in je najverjetneje narejena iz mreže železovih jeder, kjer se elektroni pretakajo skozi. Bolj se bližamo jedru, več je nevtronov in manj protonov ter elektronov. Ne vemo kakšna so jedra nevtronskih zvezd ampak mislimo, da so super tekoča nevtronska degenerirana snov ali pa kvarkova gluonska plazma.